# Borgunda
Borgunda är en småort i Falköpings kommun i Västra Götalands län och kyrkbyn i Borgunda socken. Borgunda kallas ofta i talspråk för Bôrna.
I Borgunda möts riksvägarna 26 och 46 mot Skövde, Jönköping respektive Falköping. På orten ligger Borgunda kyrka.

## Galleri

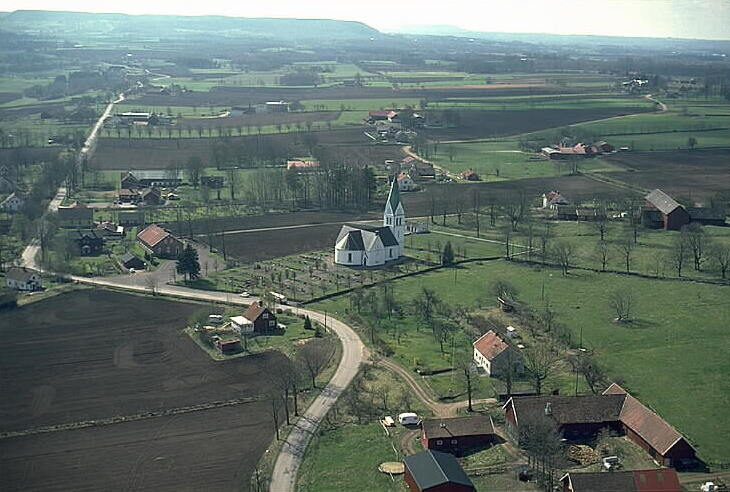
Flygfoto över Borgunda taget åt söder den 12 april 1990.